# Пінчер
Це стаття про собак. Про німецького композитора див. статтю Маттіас Пінчер
Пінчер — група порід собак. Спочатку пінчери виводилися як пацюкові та охоронці, але зараз використовуються і як службові собаки, і просто як домашні улюбленці.
Слово «пінчер» (pinscher) — німецьке, хоча, за однією з версій, походить від англійського слова pinch (ущипнути) і пов'язане з тим, що собакам цієї породи зазвичай купірували вуха.
Міжнародна кінологічна федерація відносить пінчерів до групи "Пінчери, шнауцери, молоси та швейцарські гірські собаки". Нею визнано такі породи пінчерів:
- доберман;
- німецький пінчер;
- карликовий пінчер, або цвергпінчер;
- австрійський пінчер;
- аффенпінчер.

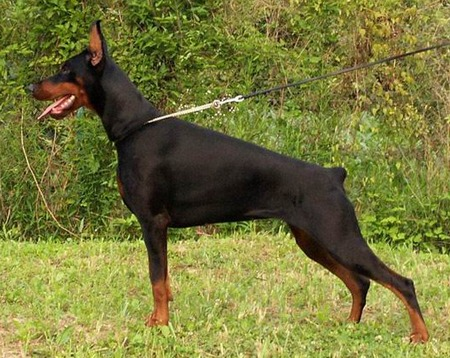
Доберман
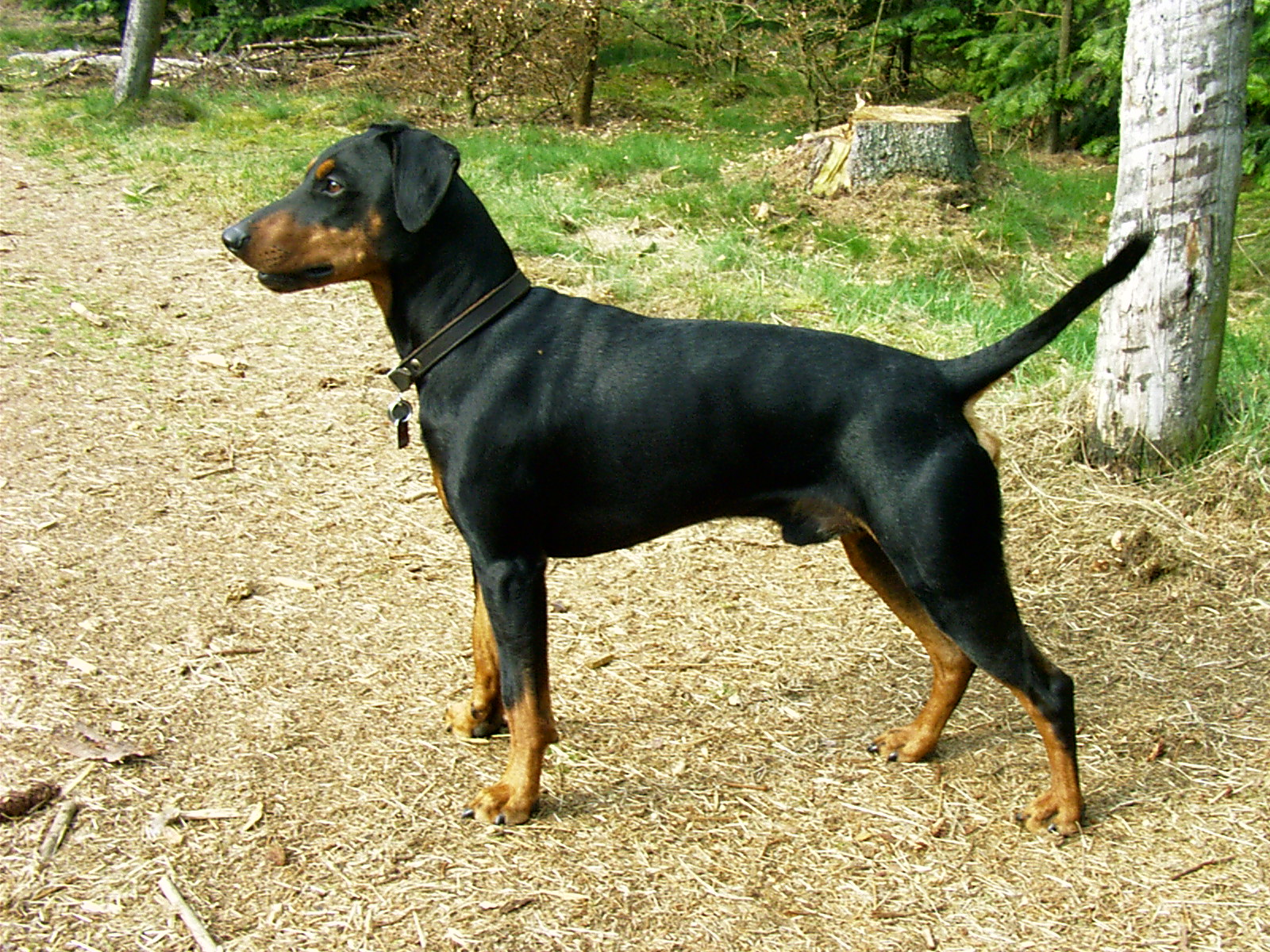
Німецький пінчер
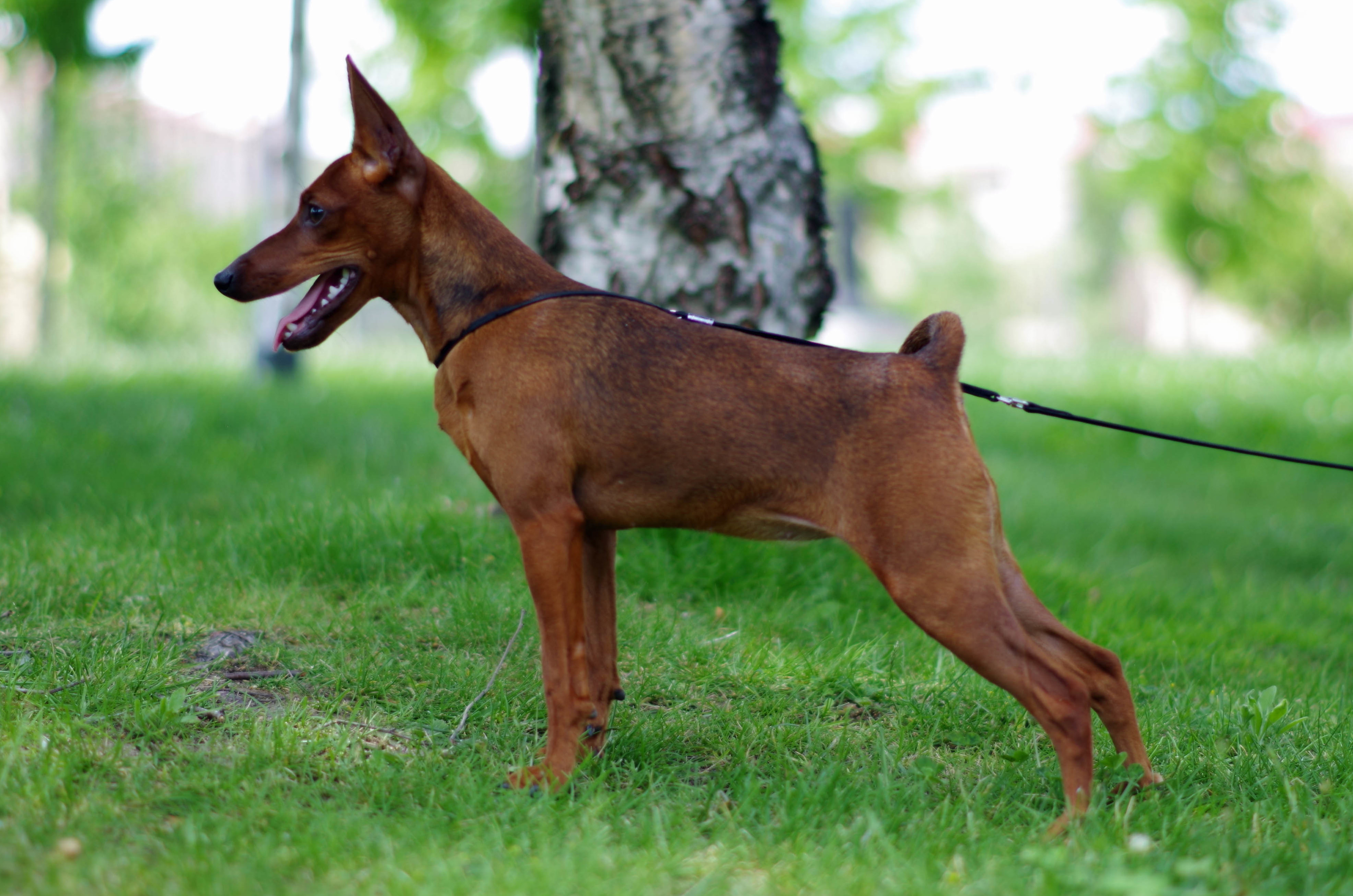
Карликовий пінчер
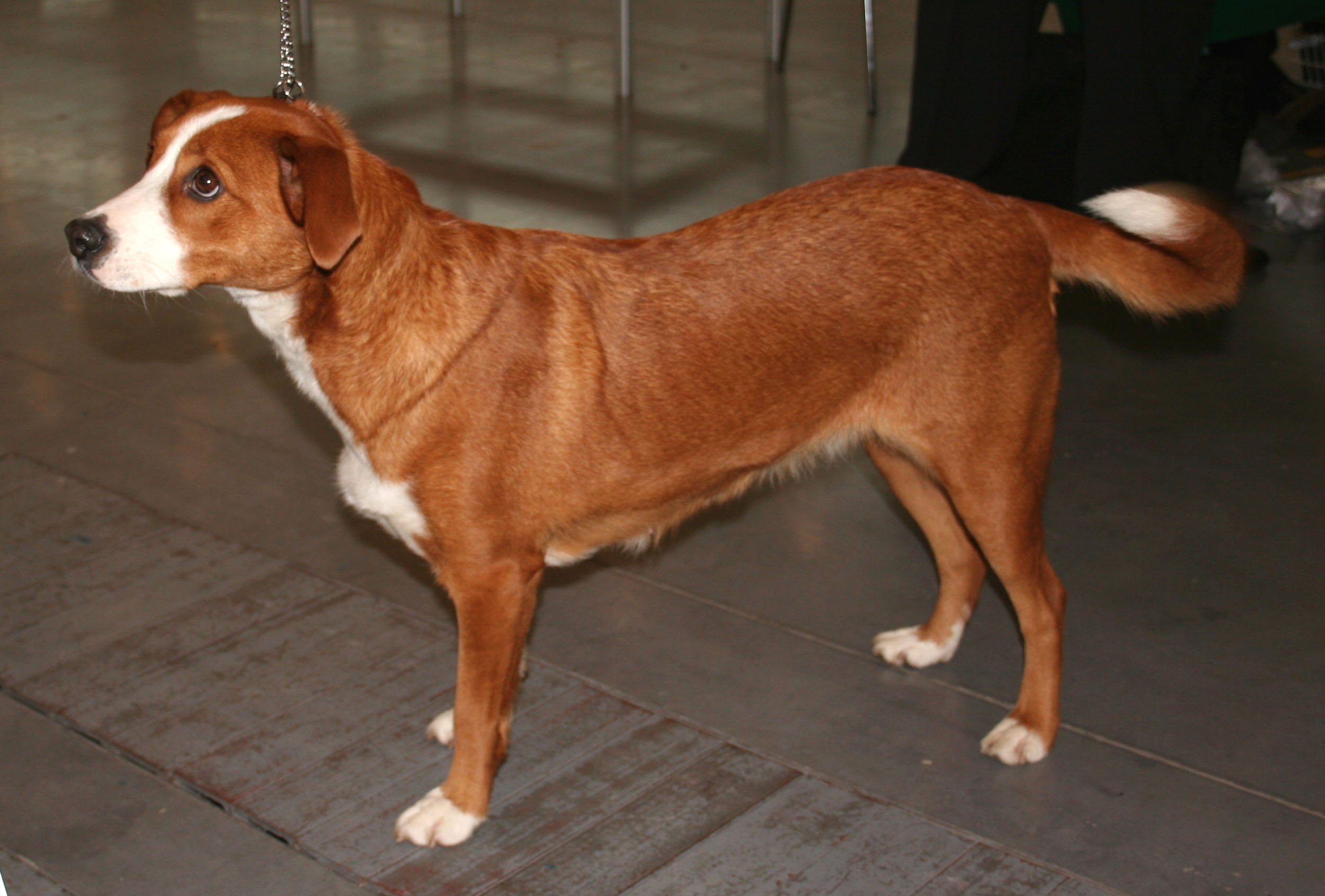
Австрійський пінчер
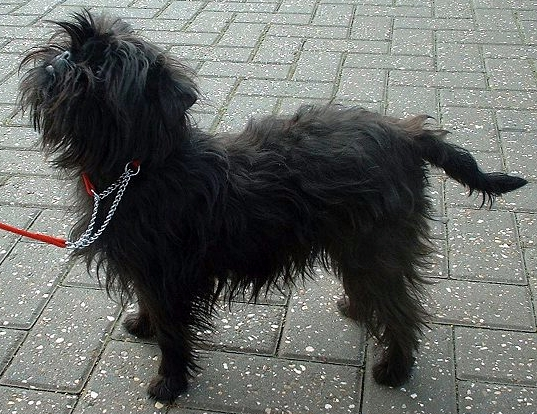
Аффенпінчер